# آلودگی نفتی

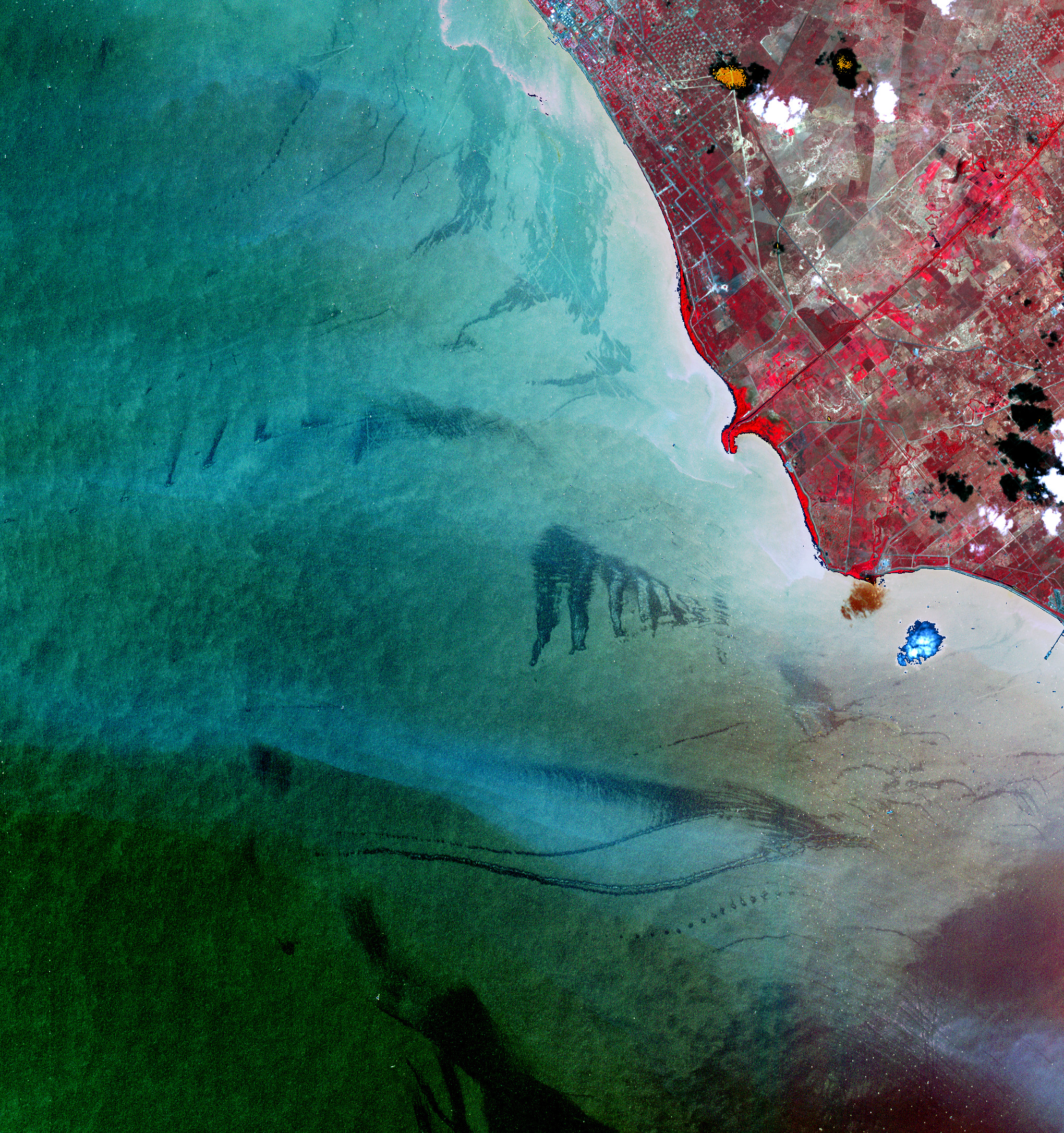
دریاچه ماراکایبو

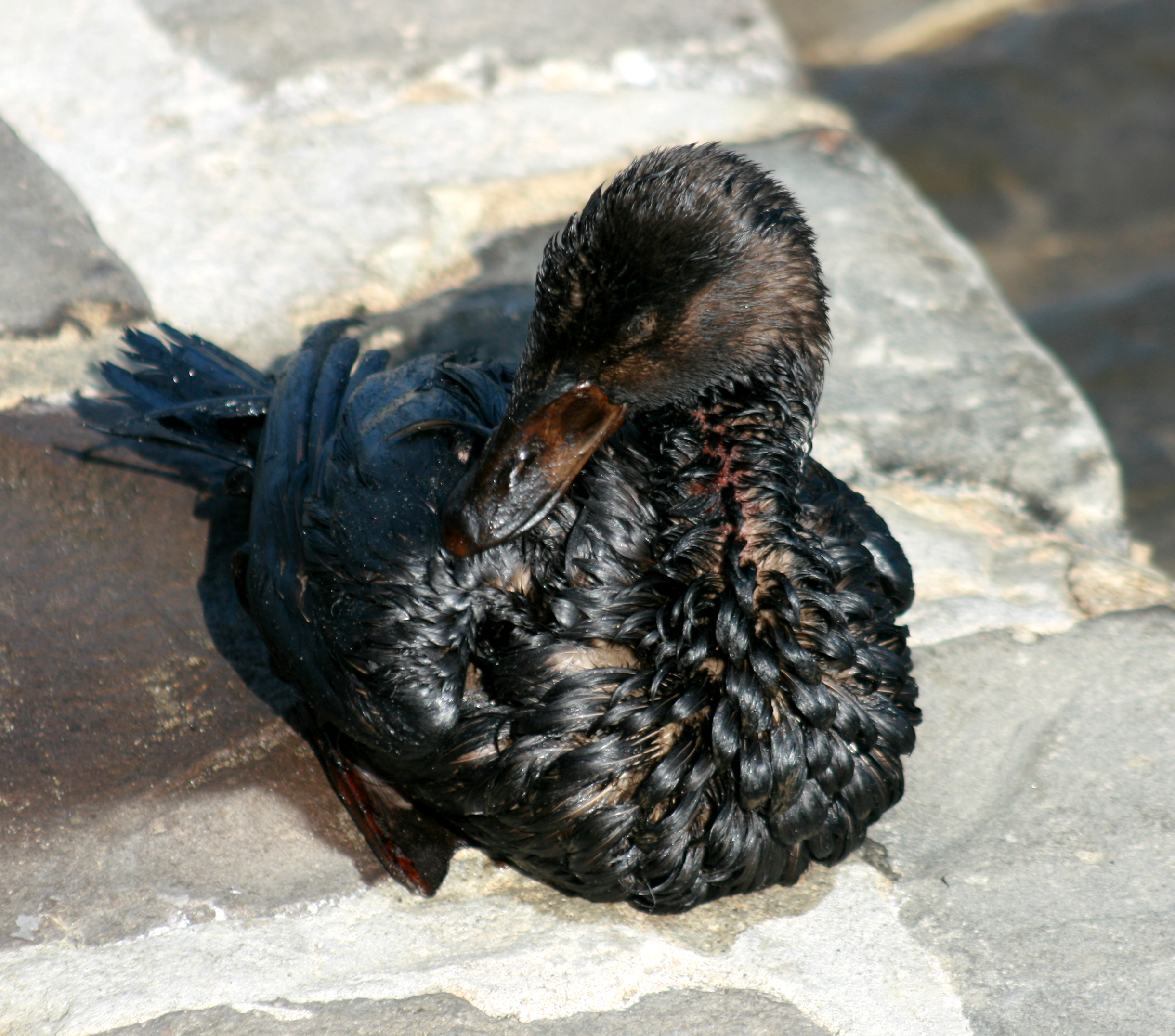
یک سیاه‌اردک موج‌سوار که به نفت آلوده شده، خلیج سانفرانسیسکو

آلودگی نفتی یکی از عوامل آلودگی دریا است. آلودگی نفتی می‌تواند از طریق ریختن نفت، ترکیدن لوله‌های نفت و سایر تصادفات صنعتی ایجاد شود. سالانه ۱۴۰۰۰ هزار حادثه نشت نفت رخ می‌دهد که بسیاری از آن‌ها در ابعاد کوچک و قابل جمع‌آوری هستند اما برخی هم فاجعه بار و آسیب زننده هستند.
برای مثال: در سال ۱۹۸۹ تنگه یرنس ویلیام در آلاسکا شاهد نشت ۴۲ میلیون لیتر نفت خام توسط نفتکش اکسون والدز بود یا جنگ خلیج فارس باعث ریزش حجم زیادی از نفت و آلوده شدن این خلیج شد. در سال ۲۰۰۲ نفتکش پرستیژ که حامل ۸۵/۵ میلیون لیتر نفت خام بود، در نزدیکی سواحل اسپانیا غرق شد. اگر چه بیشتر محموله این نفتکش در تانکرها بود، با این حال ۵/۷ میلیون لیتر آن وارد آب گردید.
مرگ و میر مرغان دریایی، ماهی‌ها و پستانداران دریایی از نتایج میان مدت این گونه حوادث است.